# Jörg van Nieuwenhuijzen
Jörg van Nieuwenhuijzen est un footballeur néerlandais né le 22 août 1978 à Bergen op Zoom.

## Carrière
- 1996-2001 : RBC Roosendaal  Pays-Bas
- 2001-2008 : Excelsior Rotterdam  Pays-Bas
- 2008-2010 : Heracles Almelo  Pays-Bas
- 2010-2011 : HSV Hoek  Pays-Bas
- 2011- : FC Lienden  Pays-Bas